# Brachinus aabaaba
Brachinus aabaaba är en skalbaggsart som beskrevs av Terry Erwin. Brachinus aabaaba ingår i släktet Brachinus och familjen jordlöpare. Inga underarter finns listade i Catalogue of Life.